# 翁家山村
翁家山村是中国浙江省杭州市西湖区西湖街道所辖的一个村，位于西湖风景区内。总人口900余人。该村为西湖龙井茶的主要产地之一,始于明代正德年间。翁家山始祖由福建上杭迁居于此。郁达夫的文章《迟桂花》在翁家山写成。该村属于西湖龙井茶一级保护区。